# 茨城社会保険事務局
茨城社会保険事務局（いばらきしゃかいほけんじむきょく）は、茨城県水戸市にあった社会保険庁の地方支分部局で、茨城県を管轄していた。

## 管内社会保険事務所等
カッコ内は通常用いられる「公の名称」
- 水戸南社会保険事務所
- 茨城社会保険事務局水戸北社会保険事務室（水戸北社会保険事務所）
- 土浦社会保険事務所
- 下館社会保険事務所
- 日立社会保険事務所（茨城社会保険事務局日立事務所）